# Nathan Gamble
Pour l’article homonyme, voir Gamble.
Nathan Gamble est un acteur américain, né le 12 janvier 1998 à Tacoma (États-Unis).

## Biographie
Il a tenu son premier rôle à l'âge de huit ans dans le film Babel, mettant en vedette Brad Pitt et Cate Blanchett. Là, il a connu sa meilleure amie, Elle Fanning, qui tenait le rôle de Debbie, la sœur de Mike[réf. nécessaire]. Par la suite, Nathan a obtenu le rôle de Tommy Rader dans la série Runaway diffusée aux États-Unis.

## Filmographie
Cinéma
- 2006 : Babel : Mike Jones
- 2007 : The Mist : Billy Drayton
- 2008 : The Dark Knight : James Gordon
- 2008 : Marley et moi de David Frankel : Patrick (à l'âge de 10 ans)
- 2009 : The Hole de Joe Dante : Lucas Thompson
- 2011 : L'Incroyable Histoire de Winter le dauphin (Histoire de dauphin "version QC") de Charles Martin Smith : Sawyer Nelson
- 2014 : L'Incroyable Histoire de Winter le dauphin 2 de Charles Martin Smith : Sawyer Nelson

Télévision
- 2006 : Runaway : Tommy Rader
- 2007 : Ghost Whisperer : Elliot Haley
- 2007 : Les Experts : Kobe
- 2008 : Dr House : Evan
- 2009 : Private Practice : Cody (saison 3, épisode 11)
- 2010 : Bonne chance Charlie : Austin
- 2011 : NCIS : Los Angeles (série télévisée épisode Cyber Threat) : Shawn Calder